# Bo (cão)
Bo (Chicago, 9 de outubro de 2008 — Washington, D.C., 8 de maio de 2021) foi um cão de água português, conhecido por ser o cão do ex-presidente dos Estados Unidos, Barack Obama.

## História
Nos Estados Unidos, os cães dos presidentes são informalmente conhecidos como First Dog (primeiro cão) e são objeto de atenção da mídia desde a época da presidência de Warren Harding (1921-1923) e seu cão Laddie Boy. Durante a campanha eleitoral, Barack Obama prometeu presentear com um cão a suas filhas, Malia e Sasha, por terem que aguentar a cansativa campanha, promessa que foi renovada no seu discurso de vitória, no dia 4 de novembro de 2008. Dois dias depois, ao ser questionado sobre o tema na sua primeira conferência de imprensa, Obama declarou que tinham preferência por um cão proveniente de um abrigo de animais, mas que o fato de sua filha Malia ser alérgica poderia obrigá-los a considerar um cão hipoalergênico, que são mais fáceis de conseguir entre animais de raça pura.
O mistério ao redor da escolha do "primeiro cão" durou vários meses e causou grande interesse na mídia dos Estados Unidos: o tema surgiu repetidas vezes nos encontros de Obama com os jornalistas em seus primeiros meses após a eleição. Em janeiro de 2009, Obama descreveu a busca de uma mascote como sendo "mais difícil que encontrar um secretário de comércio" e que buscavam um cão de tamanho médio como um labradoodle ou um cão d'água português. À época, a Entidade Regional de Turismo do Algarve, região de origem da raça, ofereceu publicamente um cachorro à família Obama.

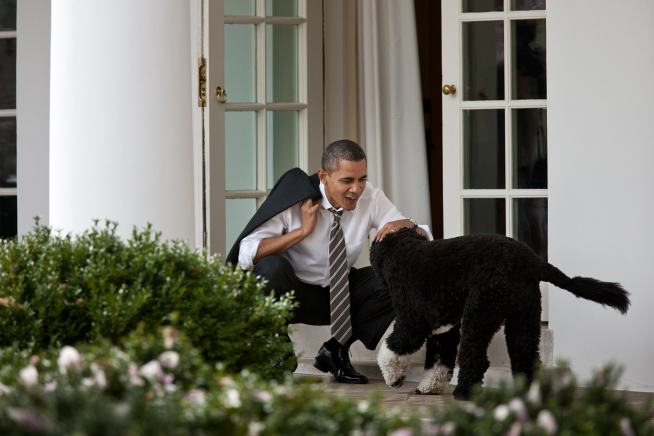
Bo com Barack Obama na Casa Branca em 2012.

Finalmente, em 12 de abril de 2009, foi anunciado que a família Obama aceitaria um cão d'água português de seis meses de idade oferecido como presente pelo senador democrata Ted Kennedy. O cão, originário de criadores em Boyd, Texas, foi inicialmente comprado por uma família que devolveu-o aos vendedores por razões desconhecidas. Kennedy, que possui três cães d'água portugueses, comprou então o animal recusado para dá-lo à família Obama. Kennedy descreve a raça como "inteligente, resistente, determinada, otimista e incansável" e que faria um "par perfeito com Obama".
O cão, chamado Bo pelas filhas de Obama, foi apresentado oficialmente ao público na Casa Branca no dia 14 de abril, em meio a grande atenção por parte da imprensa, que pôde filmá-lo enquanto caminhava e brincava com as filhas do presidente. Alguns analistas vêem o mistério criado pela Casa Branca ao redor da escolha do cão e outros aspectos da relação da família Obama com a imprensa como uma estratégia para seduzir o público americano e conseguir apoio para seu governo.
Após a revelação da escolha do animal, Obama foi criticado por algumas organizações de direitos de animais por não haver cumprido sua promessa de adotar um cão de um abrigo para animais abandonados. Em resposta a essas críticas, a família Obama fez uma doação à Humane Society de Washington, uma organização dedicada ao cuidado de animais de estimação sem dono.[carece de fontes?]

## O cão d'água português
A raça é originária do Algarve, no sul de Portugal, onde há evidência da existência de cães d'água desde ao menos a Idade Média. A variedade foi criada para ajudar pescadores a recuperar objetos caídos na água e como mensageiro entre barcos. Chegou aos EUA em 1968 e desde então sua popularidade vem aumentando.
A fama da raça aumentou muito após a escolha da família Obama, com organizações como o Clube de Cães d'Água Portugueses do Canadá (Portuguese Water Dog Club of Canada) recebendo mensagens de vários interessados. Isso levou a organização equivalente dos EUA (Portuguese Water Dog Club of America) a publicar um documento sobre os cuidados especiais requeridos pela raça. O comunicado alerta que o cão d'água português é uma variedade que, apesar de ser "maravilhoso" como animal de estimação familiar, necessita constante atenção e atividade física, e apenas pessoas com um estilo de vida adequado devem adquirir um exemplar.

## Morte
Bo morreu de cancro a 8 de maio de 2021, aos doze anos de idade. O óbito foi anunciado por Obama no Instagram, escrevendo: "Hoje a nossa família perdeu um verdadeiro amigo e leal companheiro. Durante mais de uma década, Bo foi uma presença gentil e constante nas nossas vidas —feliz por nos ver nos nossos dias bons, nos dias maus, e em todos os dias entre ambos. Tolerava toda a agitação que veio com estar na Casa Branca, tinha um latido sonoro, mas não mordia, adorava saltar para a piscina no verão, era imperturbável com as crianças, adorava as migalhas à volta da mesa de jantar, e tinha um pelo ótimo. Foi exatamente o que precisávamos, e mais do que alguma vez esperamos. Vamos sentir muito a sua falta."